# Paola Marciandi
Paola Marciandi (14 marzo 1962) è un'ex sciatrice alpina italiana.

## Biografia
Specialista delle prove tecniche originaria di Pré-Saint-Didier, vicino a Courmayeur, e sorella dello snowboarder Davide, la Marciandi in Coppa del Mondo ottenne il primo piazzamento l'8 dicembre 1980 a Limone Piemonte in slalom gigante (15ª) e il miglior risultato il 20 gennaio 1982 a Bad Gastein in slalom speciale (10ª), mentre in Coppa Europa nella stagione 1982-1983 fu 3ª nella classifica di slalom gigante; l'ultimo risultato della sua carriera agonistica fu il 15º posto ottenuto nello slalom speciale di Coppa del Mondo disputato il 15 dicembre 1985 a Savognin. Lasciato lo sci alpino si dedicò allo snowboard, gareggiando in gare FIS fino al 1998; non prese parte a rassegne olimpiche né ottenne piazzamenti ai Campionati mondiali.

## Palmarès

### Coppa del Mondo
- Miglior piazzamento in classifica generale: 66ª nel 1982

### Campionati italiani
- 1 medaglia[3]:
  - 1 bronzo (slalom gigante nel 1982)